# Susie Isaacs
Susan „Susie“ J. Isaacs (* 18. Dezember 1946 in Nashville, Tennessee) ist eine professionelle US-amerikanische Pokerspielerin. Sie trägt den Spitznamen Ms. Poker und ist zweifache Braceletgewinnerin der World Series of Poker.

## Persönliches
Isaacs lebt seit 1986 in Las Vegas. Sie veröffentlichte 1999 das Pokerbuch MsPoker: Up Close & Personal. 2006 erschien ihr zweites Werk mit dem Titel 1000 Best Poker Strategies and Secrets.

## Pokerkarriere

### Werdegang
Ihre erste Geldplatzierung bei einem Live-Turnier erzielte Isaacs Mitte Juni 1989 im Las Vegas Hilton. Im Mai 1991 war sie erstmals bei der World Series of Poker (WSOP) im Binion’s Horseshoe in Las Vegas erfolgreich und kam bei der Ladies Championship auf den 15. Platz. Beim gleichen Turnier erreichte sie 1993 den dritten und 1994 den vierten Platz. In den Jahren 1996 und 1997 entschied sie das Ladies Event jeweils für sich und gewann es damit als erste Spielerin zweimal in Folge. Bei der WSOP 1998 belegte Isaacs im Main Event den zehnten Platz für ein Preisgeld von 40.000 US-Dollar. Mitte November 2008 gewann sie das Fall Poker Round-Up in Pendleton mit einer Siegprämie von über 40.000 US-Dollar.
Insgesamt hat sich Isaacs mit Poker bei Live-Turnieren mehr als 500.000 US-Dollar erspielt.

### Braceletübersicht
Isaacs kam bei der WSOP 17-mal ins Geld und gewann zwei Bracelets:
| Jahr | Buy-in (in $) | Turnier                    | Teilnehmer | Preisgeld (in $) |
| ---- | ------------- | -------------------------- | ---------- | ---------------- |
| 1996 | 1000          | Ladies – Limit 7 Card Stud | 105        | 42.000           |
| 1997 | 1000          | Ladies – Limit 7 Card Stud | 095        | 38.000           |

## Werke
- Buch MsPoker: Up Close & Personal, 1999, ISBN 0-9673459-0-1
- Buch 1000 Best Poker Strategies and Secrets, 2006, ISBN 1-4022-0668-2